# Larix maritima
Larix maritima là một loài thực vật hạt trần trong họ Thông. Loài này được Sukacz. miêu tả khoa học đầu tiên.